# Chris Oyakhilome
Chris Oyakhilome (Edo, 1 de janeiro de 1970) é um [Pastor (Cristianismo)|pastor]] neocarismático, escritor, professor e televangelista nigeriano. Seu ministério é focado em serviços de cura pela fé. A igreja fundada por ele, Embaixada de Cristo (Christ Embassy) é uma das maiores congregações da África e tem seguidores em todo o mundo.

## Biografia
Pastor Chris começou a pregar na sua juventude, realizando grandes reuniões de milagres durante seus dias de escola secundária e terciária. Seu avô também era um pastor. V g TV çhyhc TV ptc
Programas de televisão do Pastor Chris Oyakhilome, apresentam suas curas de fé, milagres e grandes enecontros que seu ministério organiza ao redor do mundo, com multidões de mais 2,5 milhões de pessoas em uma única noite. Ele é um dos pregadores mais influentes da África.
O ministério do Pastor Chris tem se expandido rapidamente para além das fronteiras da Nigéria e da África do Sul, e ele passou a deter grandes reuniões nos Estados Unidos, Canadá, e Reino Unido.
É o fundador do ministério Healing School (Escola de Cura), que ajuda muitos a serem curados pela Unção do Espírito Santo.
Pastor Chris Oyakhilome utiliza plataformas de redes sociais para enviar mensagens para os cristãos de todo o mundo regularmente. Sua conta é @PastorChrisLive nessas plataformas, ele tem atualmente mais de 1,2 milhões de seguidores no facebook, bem como o seu próprio site e rede social chamado Yookos.
O programa de TV religioso Atmosfera de Milagres apresentado por ele, foi exibido no Brasil até 2015, pela Rede Brasil de Televisão.

## Críticas
J. Lee Grady editor da revista "Charisma" publicou um artigo intitulado "Falsos Profetas, Charlatãos, e Decepcionadores", no qual ele criticou Oyakhilome. O artigo relata que Oyakhilome vive um estilo de vida luxuoso, ensina uma doutrina que afirma que todos os pecados cometidos depois de se tornar um cristão só afetam o corpo e não a alma, e de estar pregando o evangelho da prosperidade, dizendo às pessoas que Deus quer que todos sejam ricos. Grady também relata uma denúncia de que Oyakhilome estaria associado com TB Joshua, um líder de seita de um grupo chamado "The Synagogue, Church of all Nations", que mistura pentecostalismo com as práticas pagãs.
Devido ao crescimento de seu ministério, Chris Oyakhilome tem sido alvo do governo nigeriano contra seus encontros e milagres. O Pastor Chris também tem sido alvo de críticas por parte do Treatment Action Campaign por seu apoio da fé para cura do HIV.